# シネマンション
『シネマンション』は、2018年1月よりYouTube上で、映画情報を配信するYouTubeチャンネルである。

## 概要
映画好きの3人が旬な映画やお題に沿った映画を語り合う映画情報バラエティ番組。
2020年、「シネマ・ウィズ・カクテル」の映画選定を担当。

## 出演者

### MC
- RaMu

### レギュラー
- ジャガモンド斉藤

- あんこ

## ゲスト
- 柏木べるくら
- 岡奈なな子
- 有村昆
- 本広克行
- 大塚びる
- 牧野ステテコ
- 加藤諒
- フワちゃん
- ふくだももこ
- 橋本光二郎
- みちお
- もっちゃん
- はやめい
- こがけん
- 中村涼子
- 小島みゆ
- 関谷友美
- ゆーびーむ☆
- うさまりあ
- 柿沼キヨシ
- GEKIDAN KAIBASHIRA (かいばしら)
- 馬場康夫

## 主な企画・コーナー
- お家でシネマ

スタジオ内で3人が映画を観賞し、その場で感想を言い合う企画。
- お先にシネマ

公開直前作品を試写会等で観賞したパーソナリティが、その作品のプレゼンを行う企画。
- すきまでシネマ

テーマを決めず、映画の雑談を語り合う企画。
- mini theater ずっきゅん

- シネマン賞

- 遊んでシネマ

## 出演

### インターネットテレビ
- 逆境プレゼンテーション（2021年3月18日、auスマートパスプレミアム）[5]

## イベント
- 『ジョン・ウィック:パラベラム』世界最速・吹替版プレビューイベント（2020年2月18日、スペースFS汐留）[6]
- 『ショートショート フィルムフェスティバル & アジア2021』映画祭オフィシャルSNSナビゲーター[7]